# Woodcrest (Kalifornija)
Woodcrest je naseljeno područje za statističke svrhe u američkoj saveznoj državi Kalifornija. Prema popisu stanovništva iz 2010. u njemu je živjelo 14.347 stanovnika.